# Орден Оясви Раянья
Орден Оясви Раянья ("Орден Благодетельного правителя") – государственная награда королевства Непал.

## История
Орден был учрежден королём Непала Трибхуваном 14 мая 1934 года.
Орден до 1966 года был высшей государственной наградой и предназначался для вручения членам непальской королевской семьи, а также главам иностранных государств и членам монархических домов.

## Степени
Орден имел одну степень.

## Описание
Знак ордена представляет собой шестнадцатиконечную звезду белой эмали, восемь лучей которой чередуясь больше остальных и имеют с двух сторон оранжевую окантовку. В центре круглый медальон белой эмали с широкой оранжевой каймой. В центре медальона два перекрещенных кукри, поверхность которых инкрустирована бриллиантами в ряд. Над кукри заходящая на кайму королевская эмблема солнца с ликом над перевёрнутым месяцем, также инкрустированная бриллиантами. На кайме надпись на непальском языке.
Знак при помощи кольца крепится к чрезплечной орденской цепи или ленте.
Звезда ордена восьмиконечная, серебряная, четыре конца которой представляют из себя пламенеющие штралы, а четыре - прямые штралы, состоящие из семи разновеликих лучиков. Между лучами звезды оранжевые прямоугольные вставки. В центре звезды круглый медальон, аналогичный медальону знака.
Орденская цепь состоит из чередующихся звеньев, соединённых между собой двойной цепочкой. Звенья: круглое звено с королевская эмблемой солнца с ликом над перевёрнутым полумесяцем; прямоугольное звено с двумя перекрещенными курки, с солнцем на ними и перевёрнутым полумесяцем под. Центральное звено представляет прямоугольный элемент, в котором два перекрещенных кукри, над кукри королевская эмблема солнца с ликом над перевёрнутым полумесяцем. С двух сторон прямоугольника выступают лежащие леопарды. 
Лента ордена золотого цвета с белыми тонкими полосками, отстающими от края.